# مهلبان (مقاطعة فريدونكنار)
مهلبان (بالإنجليزية: Mehleban)‏ هي مستوطنة تقع في مازندران في إيران. يقدر عدد سكانها بـ 1,593 نسمة .